# Ningal
Ningal ("De Grote Dame") was in de Sumerische mythologie een godin van het rietland. Zij was de dochter van Enki en Ningikurga. De maangod Sin was haar echtgenoot. Bij hem kreeg zij de zonnegod Utu, de godin Inanna, en volgens sommige teksten ook Ishkur. Ze wordt vooral in Ur erkend. Waarschijnlijk is het een oude godin van koeherders in het moerasland van zuid Mesopotamië.